# یک میلیون قطعه کوچک
«یک میلیون قطعه کوچک» (انگلیسی: A Million Little Pieces) یک کتاب از جیمز فری است که توسط راندوم هاوس منتشر شد.